# 劉璈
劉璈（？—1889年12月），字鳳翔，號蘭洲，清朝湖南臨湘人，清朝地方官員。為湘軍左宗棠人馬，因頗有戰功，任臺灣道道員。任內以「興建台北城」與「西仔反（中法戰爭戰役之一）之勝」最為著名。其後受政敵劉銘傳參劾，謫死黑龍江。
劉璈為台北府城實際建造者，也為中法戰爭中，少數獲勝的官員，著有《巡台退思錄》。

## 生平
劉璈是湖南岳陽臨湘人，初為諸生從左宗棠湘軍，同治年間任道員銜浙江台州知府，任上大興文教，建書院、設義塾、籌足辦學經費，并倡议重建当地的著名古塔巾山东大塔；同治十一年9月以道員候補開缺，加二品頂戴卸任歸鄉丁憂守制。同治十三年牡丹社事件，經臺灣道夏獻綸舉薦，劉璈被沈葆楨劄委為總理營務處。光緒元年二月任遇缺題奏道。光緒三年十月調左宗棠處。光緒五年初，補左宗棠部總理關內營務處及統領三營軍兵王詩正丁憂缺，同年暫署蘭州道，光緒七年正月，左宗棠被命為軍機大臣，四月，臺灣道張夢元升授福建按察使，劉璈簡授為臺灣道。
光緒初年任甘肅蘭州道道員，光緒7年(1881年)年授臺灣兵備道，協助閩撫岑毓英籌畫台灣建省，主張移台灣道於彰化，並駐以副將。
在臺灣，劉璈興學校，招開墾，理冤獄，整頓鹽、茶和煤礦、稅務行業，頗有政績。光緒十年（1884年），法軍侵台，劉璈積極備戰，堅守陣地。基隆淪陷後，全臺大震，他言詞急切為前政敵淮軍系統的巡撫劉銘傳所忌，左宗棠死後，終被羅織罪名，彈劾入獄。中法議和後被流放黑龍江。光緒十二年（1886年）7月抵達戍所，流放期間，會辦東三省練兵事宜欽差大臣穆圖善延為幕客，同年穆圖善以積勞卒於軍，1889年12月劉璈謫死，至此中法戰爭左宗棠派勝將福州將軍穆圖善及台灣道台劉璈皆死於黑龍江。
後人稱譽劉璈是清代以來守臺治績最著的道臺，臺灣歷史學家連雅堂編撰的《臺灣通史》中，亦稱他為“有經國之才”的能吏。